# ミハイル・ロモノーソフ
ミハイル・ワシリエヴィチ・ロモノーソフ（ロシア語: Михаи́л Васи́льевич Ломоно́сов, ラテン文字転写: Mikhail Vasilyevich Lomonosov、1711年11月19日（ユリウス暦 11月8日） – 1765年4月15日（ユリウス暦 4月4日））は、ロシアの博学者、科学者、作家。文学、教育、科学に関する業績を残している。とりわけ金星の大気の発見が重要。モスクワ大学創設者。ロモノーソフは詩人でもあり、ロシア文章語の改革にも努めている。
同じくロシアの詩人アレクサンドル・プーシキンから「ロモノーソフ自身が大学である」と評価されたことでも知られる。

## 生い立ち
ロモノーソフはロシア帝国のアルハンゲロゴロド県出身である。彼はロシア極北ホルモゴルイ付近の島にあるアルハンゲリスク市デニソフカ（露：Денисовка 英：Denisovka）村に生まれた。

### 漁師から科学者へ
10歳の時には漁師の父を助けて働いていた。彼は学ぶことを好んでおり、知り合いに本を借りて独学をしていたが、付近に学校が無かったため本格教育を受けることができなかった。19歳になった1731年、友人のつてでモスクワのスラヴギリシャラテンアカデミーСлавяно-греко-латинская академия  (Slavic Greek Latin Academy) に入学する。彼は1日わずか3コペイカ（0.03ルーブル）で過ごしながらも猛勉強し、12年の課程を学年トップの成績でわずか5年で修了した。その後1年間キエフ・モヒーラ・アカデミー Національний університет «Києво-Могилянська академія»  (Kiev Mogila Academy) で学ぶが、教育レベルに満足できずにモスクワに戻った。1736年、彼は奨学金を得てサンクトペテルブルクに行った。彼はそこでも物理学を始めとして抜群の成績を残した。彼は言語学にも興味を持ち、フランス語とドイツ語も学んだ。その成果が認められ、ドイツの大学で学ぶための2年分の奨学金を獲得した。

### 留学
ロモノーソフはドイツヘッセン州にある当時の名門マールブルク大学に入学し、啓蒙時代の哲学者で科学者のクリスティアン・ヴォルフに学んだ。ロモノーソフは一般授業だけでなく、ヴォルフからの個人授業も受けており、後の人生に大きな影響を与えた。
マールブルクでは詩にも興味を持ち、ギュンター (Johann Christian Günther) などの作品を参考にして自身も詩を作り、1739年にはロシアを賛美する『トルコの要塞ホーチン占領を讃えて』といった作品を残している。しかし留学中に現地の女性と結婚したため生活が立ち行かなくなり、1741年、サンクトペテルブルクへ戻った。1743年には妻もロシアにやってきた。

## ロシアでの業績
ロシアに戻ったロモノーソフはサンクトペテルブルク大学で化学の教授に任命され、後に学長 (rector) となった。1748年7月5日にはオイラーに向けた手紙の中で、気体分子運動論や質量保存の法則を思わせる言葉を残している。同じ1748年、重力を説明する古典力学的理論についての成果も残している。
彼はロシア教育の改革に努め、1755年に貴族のイワン・シュバロフ (Ivan Shuvalov) の支援を受けて後のモスクワ大学を設立した。1756年にはロバート・ボイルが1673年に行ったフロギストン説に疑問を持ち、日記に「密閉したガラス容器に金属をいれ、加熱して質量がどのように変わるかを調べた。13ページに及ぶ記録の結果、ボイルの実験は間違いであり、外気が無ければ金属が燃焼しても質量が代わらない」と記録している。この発見はラヴォアジエが質量保存の法則を確立した1789年よりも早い。
1762年、ロモノーソフはニュートン、グレゴリーらの望遠鏡を改良し、ロシア科学アカデミーの学会に先立って公開された。凹面鏡が1つであり、調整軸が4つある。凹面鏡で反射された光が接眼レンズに集まるようにできている。ただしこの成果は1827年まで論文に掲載されなかったため、先発明の名誉はこの数年後に開発したイギリスのウィリアム・ハーシェルに与えられている。
ロモノーソフは水銀を凝固させた初の人物でもある。1760年には氷山が生成する過程を説明している。1761年にサンクトペテルブルクの自宅近くで観測した金星の日面通過を元に、金星に大気圏があるとの仮説を立てた。また、土壌、泥炭、石炭、石油、コハクが生物が変化したものであることを証明して見せた。
ロモノーソフは地理学者でもあり、ヴェーゲナーの大陸移動説を思わせる記録を残している。また、南海から氷山が来ることから南極の存在を予言している。また、航海中の距離と方位をより簡単に求める道具も発明している。1764年、チチャーゴフ将軍 (Vasili Chichagov) を隊長とする探検隊を組織し、シベリア北岸から出て大西洋と太平洋を結ぶ北極海航路を発見した。また同じ1764年、州の大臣に任命された。

## 美術

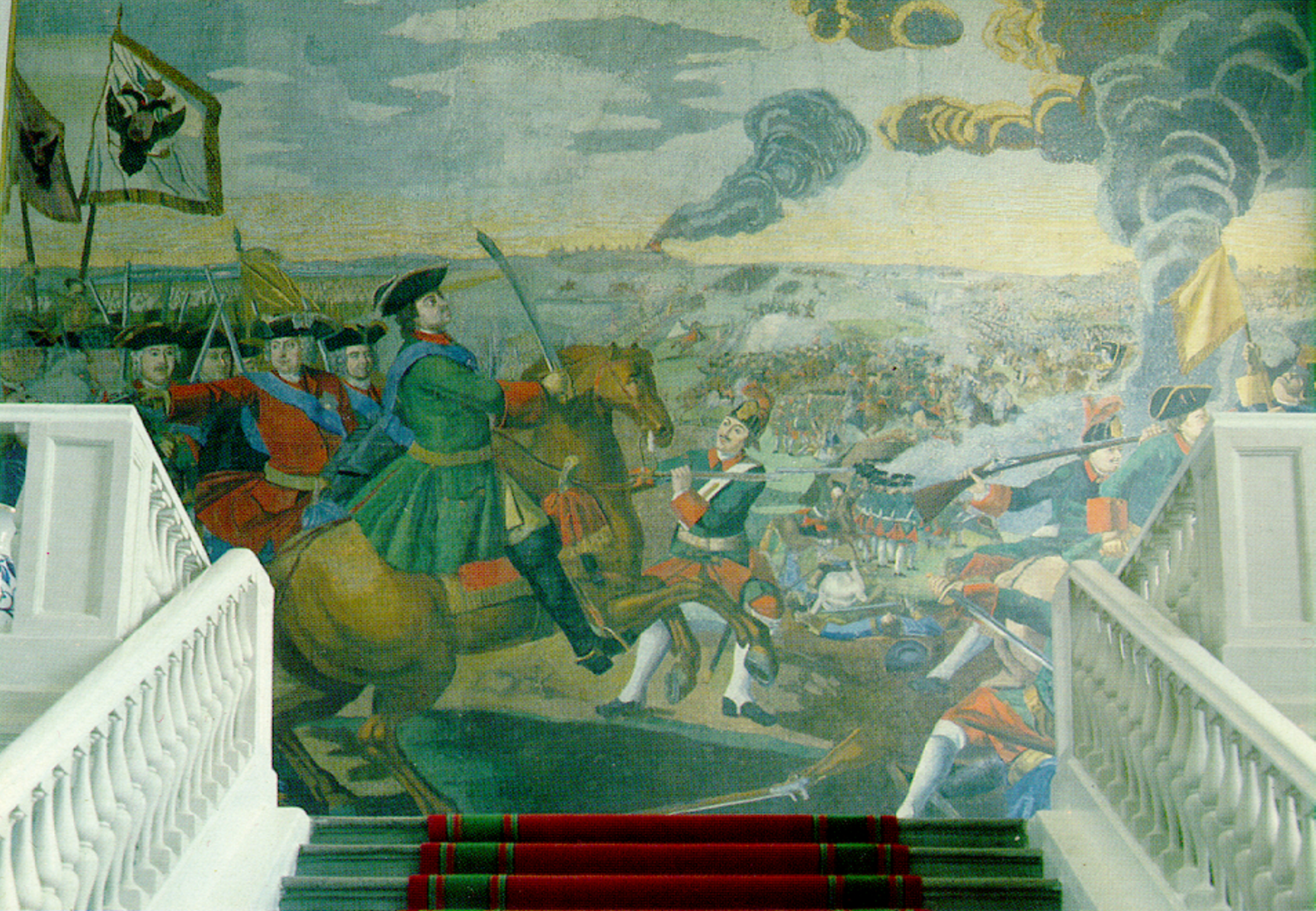
ロモノーソフが描いた1717年のポルタヴァの戦いのモザイク画

ロモノーソフはモザイク画も手がけており、1754年にオイラーに送った手紙では自身の化学に関する発見をモザイク画を付けて説明している。1763年にはイタリアの技術を導入してステンドグラスの工場も作っている。彼は40の作品を作っているが、現存するのは24のみである。とりわけピョートル1世の肖像画と4.8 x 6.4メートルの『ポルタヴァの戦い』の画が優れている。

## 文学者としての側面
ロモノーソフはいくつもの頌歌を書き、またロシア語や詩法などの研究にも大きな業績を残した。
ドイツ留学中に書いた「ロシア詩法についての書簡」ではロシア詩のアクセントについての基礎をまとめ、実際にその理論にもとづいて「トルコの要塞ホーチン占領を讃えて」という詩を書いている。
1757年には「ロシア文法」をはじめとしたロシア初の文法書を著した。それまでのロシア語の文法書はすべて古代教会スラヴ語についてのものだったのだ。さらに彼は古代教会スラヴ語だけの文章、古代教会スラヴ語とロシア語がまじった文章、ロシア語だけの文章にはそれぞれの固有の文体（「三文体論」）があると主張し、それらの関係をととのえた。さらに1760年、ロシア史の本を出版する。また、未完に終わっているが、アエネイスやウェルギリウスを意識したピョートル1世を称える著作にも取り組んだ。

## 死後

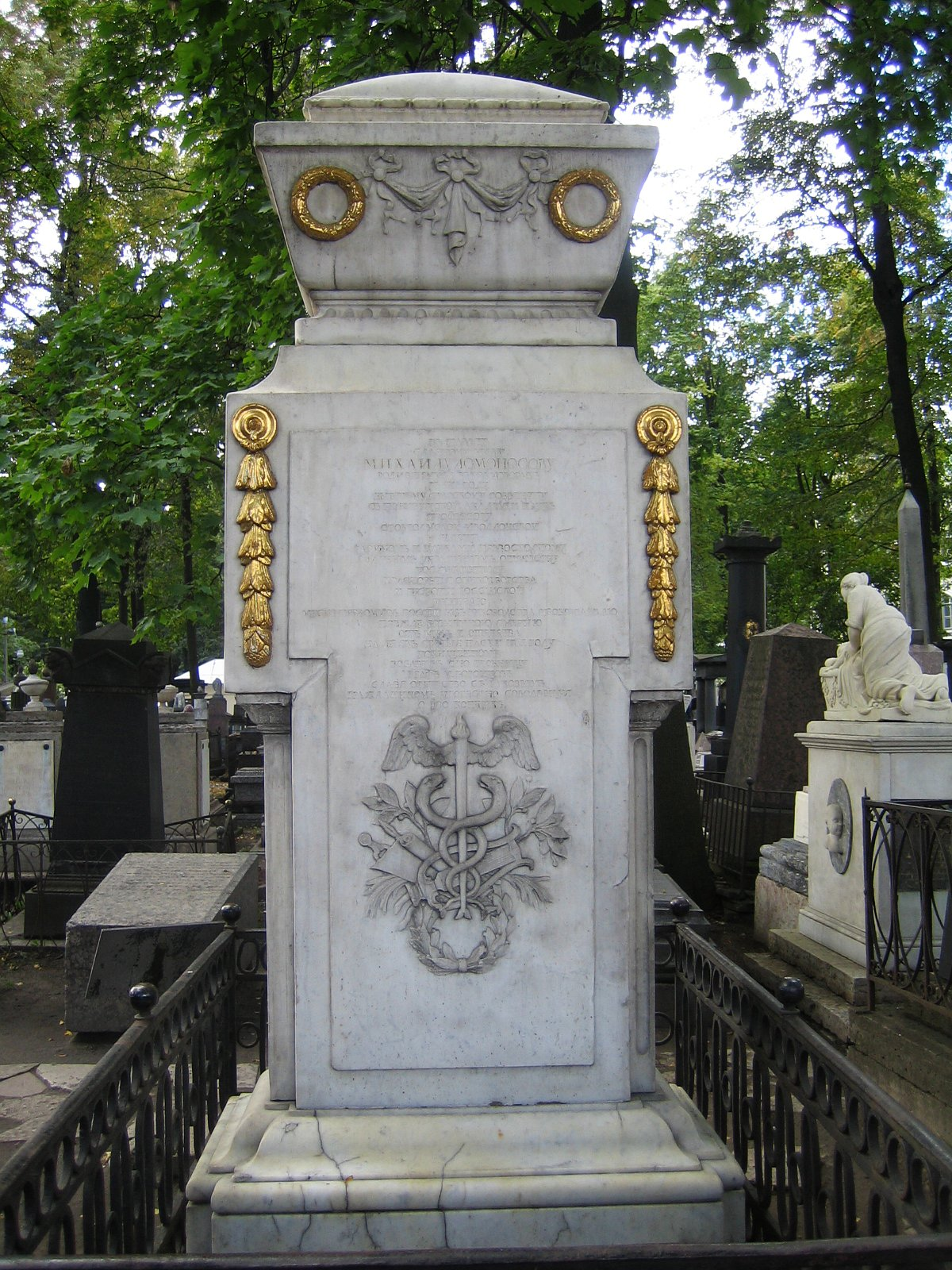
サンクトペテルブルクのアレクサンドル・ネフスキー大修道院にあるロモノーソフの墓

ロモノーソフは1765年、サンクトペテルブルクで死んだ。ロモノーソフが生きている間、業績がロシア国外に伝わることはほとんどなく、ヨーロッパで彼の業績が知られるのは彼の死後かなり経ってからである。

また、ロモノーソフ家の直系の男子は生まれなかったが、孫娘であるソフィア・コンスタンティノーヴァ(1769-1844)はロシアの英雄軍人で政治家のニコライ・ラエフスキー (Nikolay Raevsky) と結婚している。後年、彼にちなんで月のクレーターの一つがロモノーソフ (Lomonosov (lunar crater)) と名づけられている。火星のクレーターにも付けられている (Lomonosov (Martian crater)) 。1948年、大西洋の海嶺の一つがロモノーソフ海嶺 (Lomonosov Ridge) と名づけられている。